# San Felipe, Zambales
San Felipe là một đô thị hạng 4 ở tỉnh Zambales, Philippines. Thông tin điều tra dân số năm 2000 của Philipin, đô thị này có dân số 17.702 người trong 4.094 hộ.
Dân ở đây đa số là Ilocanos, hậu duệ của người nhập cư từ Ilocos.

## Các đơn vị hành chính
San Felipe được chia thành 11 barangay.
- Amagna (Pob.)
- Apostol (Pob.)
- Balincaguing
- Farañal (Pob.)
- Feria (Pob.)
- Maloma
- Manglicmot (Pob.)
- Rosete (Pob.)
- San Rafael
- Santo Niño
- Sindol